# 삼성 라이온즈의 선수 목록
다음은 KBO 리그 삼성 라이온즈의 연도별 선수 명단이다.
각 포지션별로 해당 시즌 가장 많은 경기를 소화한 주전 선수들을 표시했다. 선수 전체 명단은 각각의 세부 문서를 참조하시오.
- 명단에는 1군 경기에서 단 한 경기라도 뛴 선수들이 포함되어 있다.
- 다른 수비 위치로 출장을 했더라도 해당 연도에 단 한 경기라도 포수로 뛴 경기가 있다면 포수 명단에 포함시켰다.
- 해당 연도에 수비를 단 한 경기도 보지 않고 지명 타자로만 출장했을 경우에는 (지) 표시를 덧붙였다.

## 1982년 - 1990년
| 연도   | 투수   | 포수   | 1루수  | 2루수  | 3루수  | 유격수 | 우익수 | 중견수 | 좌익수 | 지명타자 |
| 1982년 | 황규봉 | 이만수 | 함학수 | 배대웅 | 천보성 | 오대석 | 장태수 | 정구왕 | 허규옥 | 박승호   |
| 1983년 | 김시진 | 이만수 | 김한근 | 배대웅 | 김근석 | 함학수 | 허규옥 | 장태수 | 장효조 | 박승호   |
| 1984년 | 김시진 | 이만수 | 김근석 | 김성래 | 배대웅 | 함학수 | 허규옥 | 장태수 | 장효조 | 박승호   |
| 1985년 | 김시진 | 이만수 | 함학수 | 김성래 | 김용국 | 배대웅 | 허규옥 | 장태수 | 장효조 | 박승호   |
| 1986년 | 김시진 | 이만수 | 오대석 | 김성래 | 김용국 | 배대웅 | 허규옥 | 장태수 | 장효조 | 박승호   |
| 1987년 | 김시진 | 이만수 | 박승호 | 김성래 | 김용국 | 류중일 | 장효조 | 장태수 | 허규옥 | 홍승규   |
| 1988년 | 김시진 | 이만수 | 함학수 | 김성래 | 김용국 | 류중일 | 이종두 | 장태수 | 장효조 | 박승호   |
| 1989년 | 권영호 | 이만수 | 김용철 | 강기웅 | 김용국 | 류중일 | 홍승규 | 장태수 | 이종두 | 박승호   |
| 1990년 | 최동원 | 이만수 | 김용철 | 강기웅 | 김용국 | 류중일 | 이종두 | 강영수 | 장태수 | 박승호   |

## 1991년 - 2000년
| 연도   | 투수   | 포수   | 1루수  | 2루수  | 3루수  | 유격수 | 우익수 | 중견수 | 좌익수 | 지명타자 |
| 1991년 | 김상엽 | 이만수 | 신경식 | 강기웅 | 김용국 | 류중일 | 강종필 | 허규옥 | 장태수 | 김용철   |
| 1992년 | 이태일 | 이만수 | 김성래 | 강기웅 | 김용국 | 류중일 | 박승호 | 동봉철 | 장태수 |          |
| 1993년 | 김상엽 | 김성현 | 양준혁 | 강기웅 | 김용국 | 류중일 | 이종두 | 동봉철 | 전상렬 | 박승호   |
| 1994년 | 김상엽 | 김성현 | 양준혁 | 강기웅 | 김한수 | 류중일 | 이종두 | 동봉철 | 김실   |          |
| 1995년 | 김상엽 | 박선일 | 이승엽 | 강기웅 | 김한수 | 류중일 | 신동주 | 동봉철 | 양준혁 |          |
| 1996년 | 김상엽 | 김선형 | 이승엽 | 김재걸 | 김한수 | 류중일 | 양준혁 | 신동주 | 전상렬 |          |
| 1997년 | 김상엽 | 박현영 | 이승엽 | 정경배 | 김한수 | 류중일 | 양준혁 | 최익성 | 신동주 |          |
| 1998년 | 조계현 | 정회열 | 이승엽 | 정경배 | 김한수 | 류중일 | 최익성 | 강동우 | 양준혁 | 신동주   |
| 1999년 | 조계현 | 정회열 | 이승엽 | 정경배 | 김한수 | 류중일 | 신동주 | 홀     | 스미스 | 김기태   |
| 2000년 | 임창용 | 진갑용 | 이승엽 | 정경배 | 김한수 | 김태균 | 프랑코 | 신동주 | 김종훈 | 김기태   |

## 2001년 - 2010년
| 연도   | 투수   | 포수   | 1루수  | 2루수  | 3루수  | 유격수 | 우익수 | 중견수 | 좌익수 | 지명타자 |
| 2001년 | 배영수 | 진갑용 | 이승엽 | 정경배 | 김한수 | 김재걸 | 박한이 | 강동우 | 김종훈 | 마해영   |
| 2002년 | 배영수 | 진갑용 | 이승엽 | 박정환 | 김한수 | 브리또 | 양준혁 | 강동우 | 김종훈 | 마해영   |
| 2003년 | 배영수 | 진갑용 | 이승엽 | 박정환 | 김한수 | 브리또 | 박한이 | 강동우 | 양준혁 | 마해영   |
| 2004년 | 배영수 | 진갑용 | 양준혁 | 박종호 | 김한수 | 김재걸 | 강동우 | 박한이 | 김종훈 | 트로이   |
| 2005년 | 배영수 | 진갑용 | 김한수 | 박종호 | 조동찬 | 박진만 | 강동우 | 박한이 | 심정수 | 양준혁   |
| 2006년 | 배영수 | 진갑용 | 김한수 | 박종호 | 조동찬 | 박진만 | 김창희 | 박한이 | 김대익 | 양준혁   |
| 2007년 | 임창용 | 진갑용 | 김한수 | 신명철 | 김재걸 | 박진만 | 김창희 | 박한이 | 심정수 | 양준혁   |
| 2008년 | 윤성환 | 진갑용 | 채태인 | 신명철 | 박석민 | 박진만 | 최형우 | 박한이 | 김창희 | 양준혁   |
| 2009년 | 윤성환 | 진갑용 | 채태인 | 신명철 | 박석민 | 김상수 | 박한이 | 이영욱 | 최형우 | 양준혁   |
| 2010년 | 장원삼 | 진갑용 | 채태인 | 신명철 | 박석민 | 김상수 | 박한이 | 이영욱 | 최형우 | 양준혁   |

## 2011년 - 2020년
| 연도   | 투수   | 포수   | 1루수  | 2루수  | 3루수  | 유격수 | 우익수 | 중견수 | 좌익수        | 지명타자 |
| 2011년 | 장원삼 | 진갑용 | 채태인 | 신명철 | 박석민 | 김상수 | 박한이 | 배영섭 | 최형우        | 강봉규   |
| 2012년 | 장원삼 | 진갑용 | 이승엽 | 조동찬 | 박석민 | 김상수 | 박한이 | 배영섭 | 최형우        | 강봉규   |
| 2013년 | 장원삼 | 이지영 | 채태인 | 김태완 | 박석민 | 김상수 | 박한이 | 배영섭 | 최형우        | 이승엽   |
| 2014년 | 차우찬 | 이지영 | 채태인 | 나바로 | 박석민 | 김상수 | 박한이 | 정형식 | 최형우        | 이승엽   |
| 2015년 | 윤성환 | 이지영 | 구자욱 | 나바로 | 박석민 | 김상수 | 박한이 | 박해민 | 최형우        | 이승엽   |
| 2016년 | 차우찬 | 이지영 | 구자욱 | 백상원 | 조동찬 | 김상수 | 박한이 | 박해민 | 최형우        | 이승엽   |
| 2017년 | 윤성환 | 이지영 | 러프   | 조동찬 | 이원석 | 강한울 | 구자욱 | 박해민 | 김헌곤/배영섭 | 이승엽   |
| 2018년 | 윤성환 | 강민호 | 러프   | 김성훈 | 이원석 | 김상수 | 구자욱 | 박해민 | 김헌곤        | 박한이   |
| 2019년 | 백정현 | 강민호 | 러프   | 김상수 | 이원석 | 이학주 | 구자욱 | 박해민 | 김헌곤        | 김동엽   |
| 2020년 | 뷰캐넌 | 강민호 | 팔카   | 김상수 | 이원석 | 김지찬 | 구자욱 | 박해민 | 김헌곤        | 김동엽   |

## 2021년 -
| 연도   | 투수   | 포수   | 1루수  | 2루수  | 3루수  | 유격수 | 우익수 | 중견수 | 좌익수 | 지명타자 |
| 2021년 | 뷰캐넌 | 강민호 | 오재일 | 김상수 | 이원석 | 김지찬 | 구자욱 | 박해민 | 김헌곤 | 피렐라   |
| 2022년 | 뷰캐넌 | 강민호 | 오재일 | 김지찬 | 강한울 | 김상수 | 구자욱 | 김현준 | 피렐라 | 이원석   |
| 2023년 | 뷰캐넌 | 강민호 | 오재일 | 김지찬 | 김영웅 | 이재현 | 구자욱 | 김현준 | 피렐라 | 김동엽   |
| 2024년 | 뷰캐넌 | 강민호 | 오재일 | 김지찬 | 김영웅 | 이재현 | 구자욱 | 김현준 | 피렐라 | 김동엽   |

## 같이 보기
- 삼성 라이온즈의 역대 외국인 선수 목록
- 삼성 라이온즈의 한국 프로 야구상 수상자